# Moravský Beroun

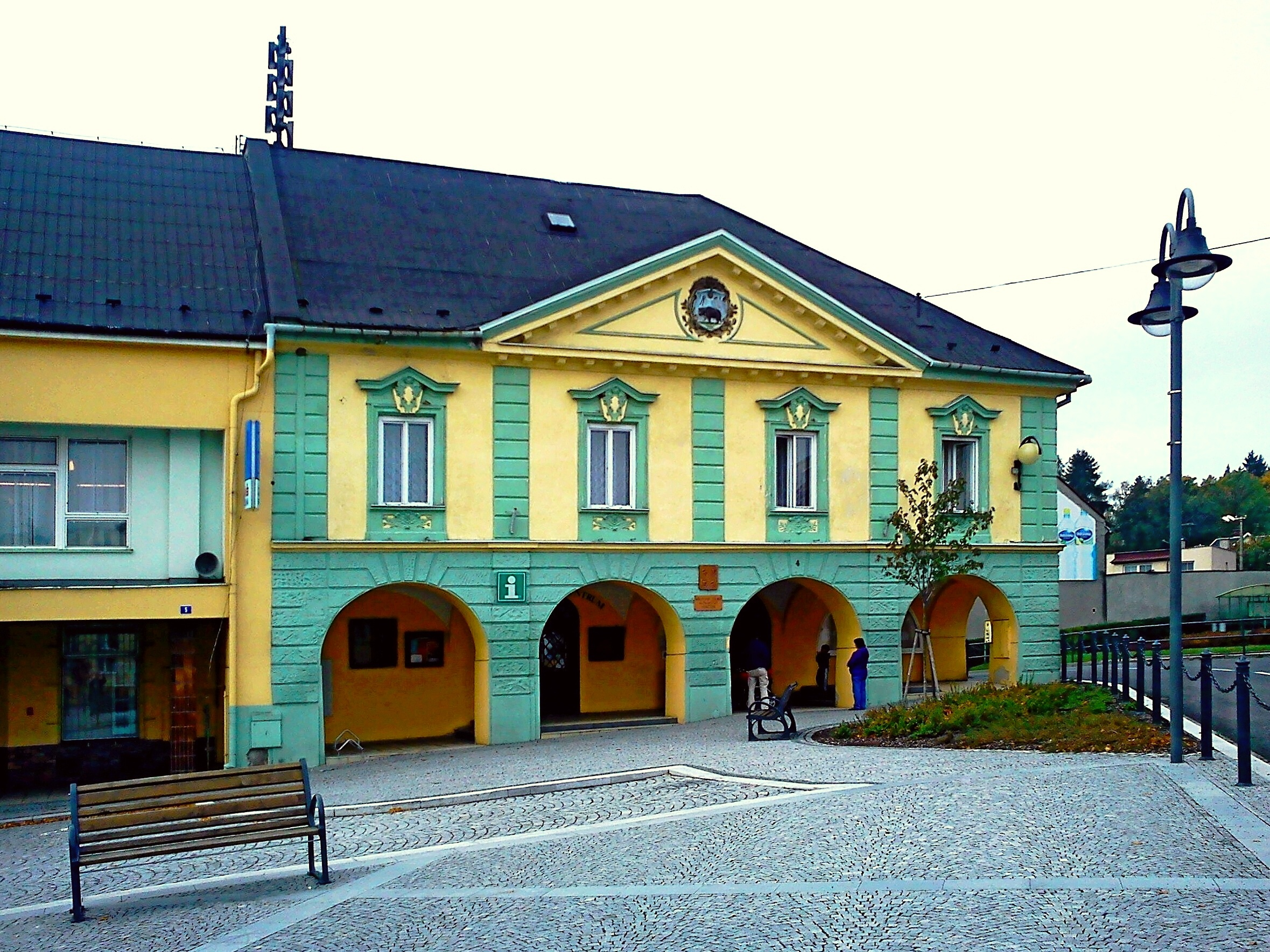
Rathaus

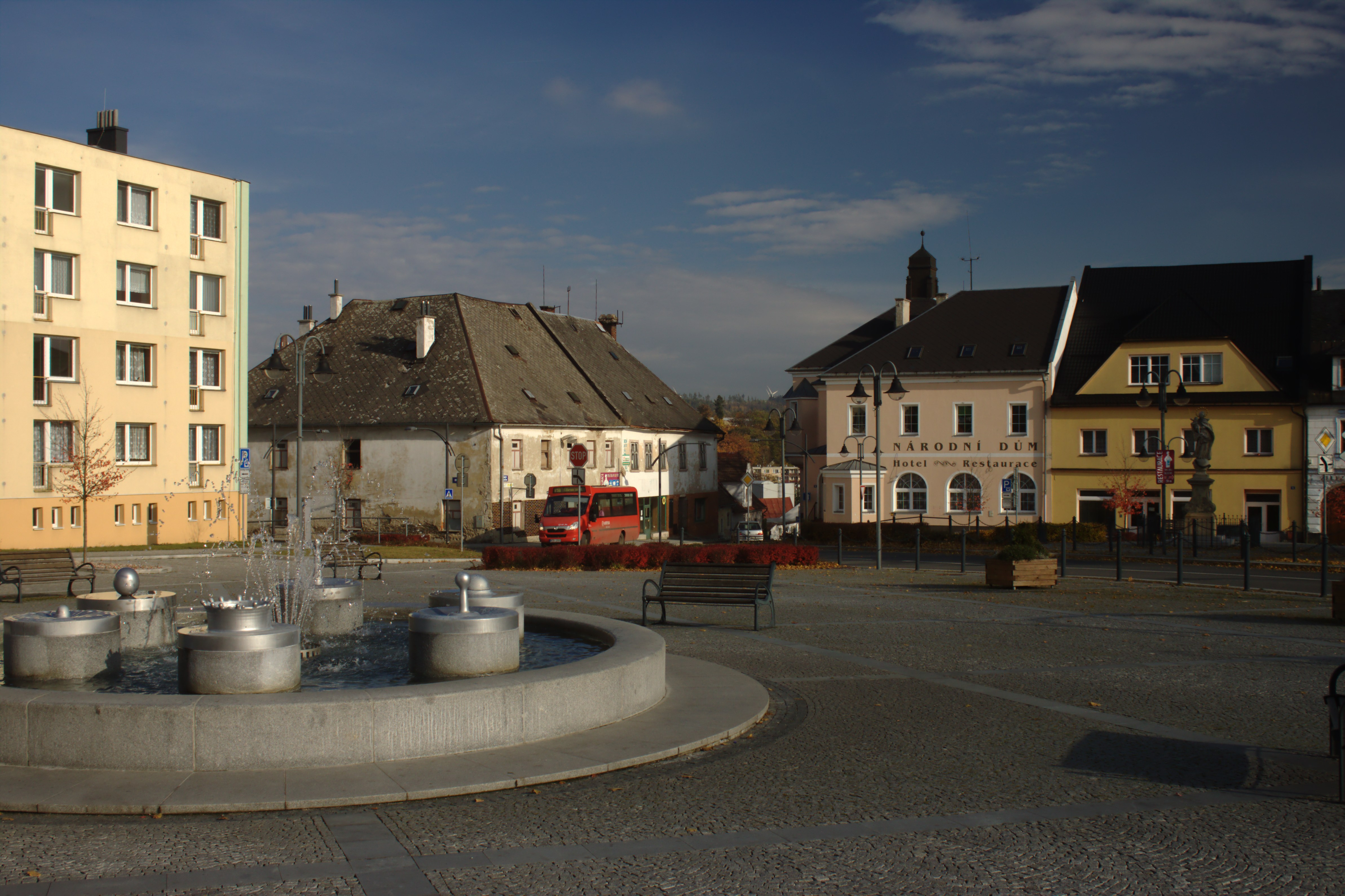
Marktplatz

Moravský Beroun (deutsch Bärn) ist eine Stadt  im tschechischen Okres Olomouc (Bezirk Olmütz).

## Geographische Lage

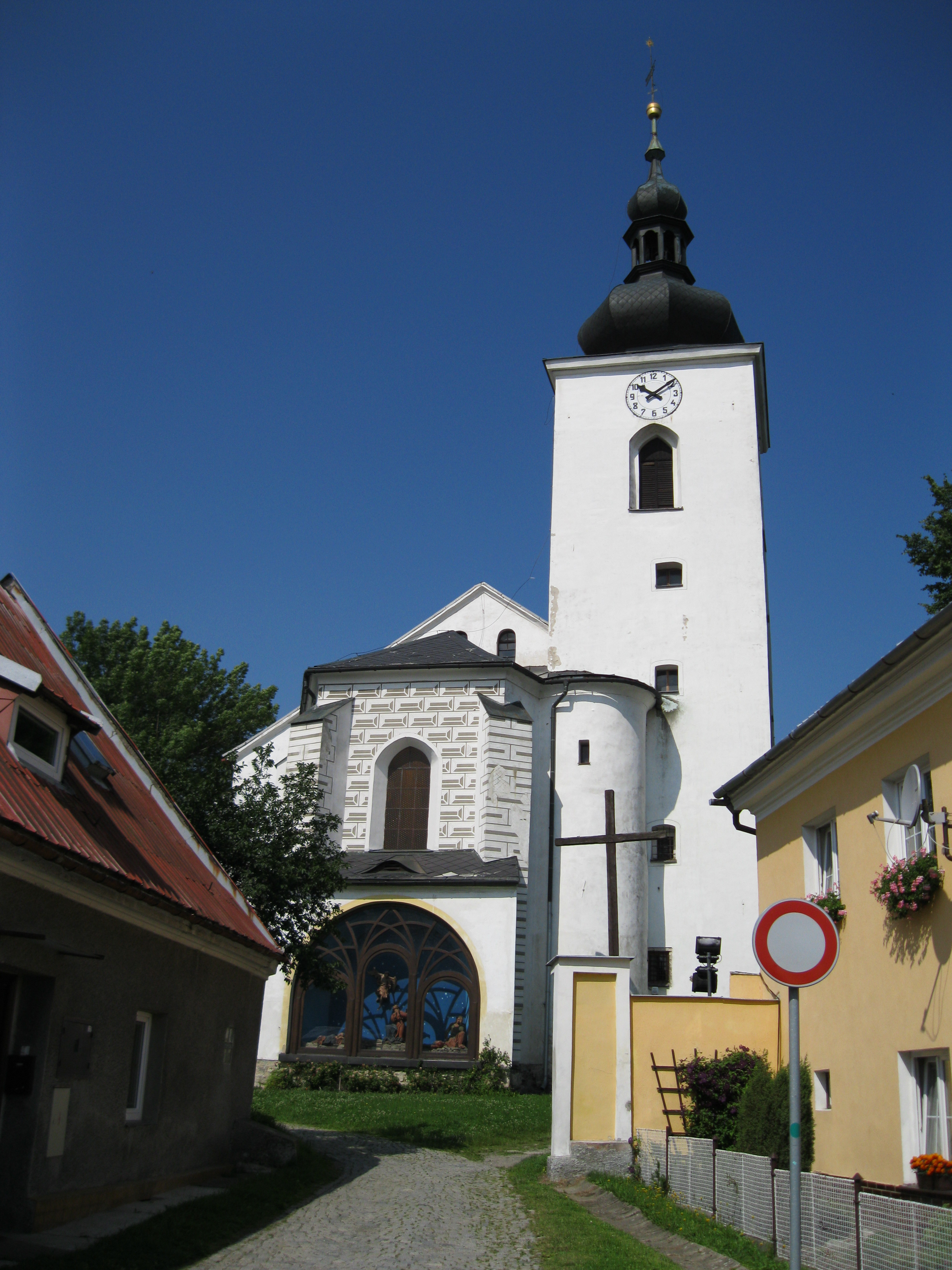
Kirche Mariä Himmelfahrt

Die Stadt liegt in den Sudeten auf 525 m Höhe über NN im Niederen Gesenke in Mähren in einem Talkessel an der Einmündung des Čabová (Sommeraubach) in den Důlní potok (Stollenbach), etwa 28 Kilometer nordöstlich von Olmütz.

## Geschichte
Die Ortsgründung erfolgte vor 1200. Die Siedler kamen möglicherweise aus Franken (vgl. Ortsbezeichnungen wie Hof oder Nürnberg) oder es waren Bergleute aus den Bergbauregionen Westfalens, z. B. dem Sauerland.
In einer Urkunde des Königs Premysl Otokar I. finden sich Hinweise darauf, dass die Bewohner von Bärn nach Eisenerz und Sandstein gruben. Flurnamen weisen darauf hin, dass Verhüttung und Verarbeitung in Hammerwerken vor Ort erfolgten. Die Bärner Sandsteinbrüche sollen die Sandsteine für die Mauritzkirche in Olmütz geliefert haben. Der Bärner Sandstein wurde auch zur Herstellung von Mühlsteinen verwendet. Noch in neuerer Zeit wurden an den Sandsteinbrüchen halbfertige oder zerbrochene Mühlsteine gefunden.
Später folgten dann Flachsanbau und Weberei sowie in der zweiten Hälfte des 19. Jahrhunderts auch Textilindustrie. 1898 nahm die Schmalspurbahn Bärn-Andersdorf–Hof den Betrieb auf, sie wurde 1933 stillgelegt.
Durch das Münchner Abkommen wurde Bärn 1938 dem Deutschen Reich zugesprochen und gehörte bis 1945 zum Landkreis Bärn im Regierungsbezirk Troppau im Reichsgau Sudetenland. Die ehemalige Kreisstadt hatte bis 1946 große Anteile deutschsprachiger Bewohner. Die Deutschen wurden bis 1947 enteignet und aus der Stadt vertrieben. Der Ortsteil Hajmrlov wurde 1950 mit Moravský Beroun fusioniert. 1960 erfolgte die Eingemeindung von Čabová, Ondrášov und Sedm Dvorů; vier Jahre später kam noch Nové Valteřice hinzu. Seit dem 1. Januar 2005 gehört die Stadt zum Okres Olomouc, zuvor war sie Teil des Okres Bruntál.

## Demographie
| Jahr | Einwohner | Anmerkungen                                                               |
| ---- | --------- | ------------------------------------------------------------------------- |
| 1834 | 2.297     | deutsche Einwohner, mit Ausnahme von 16 Evangelischen sämtlich Katholiken |
| 1857 | 3.185     | [ 4 ]                                                                     |
| 1900 | 3.808     | deutsche Einwohner                                                        |
| 1930 | 2.973     | davon 99 Tschechen                                                        |
| 1939 | 2.999     | [ 6 ]                                                                     |
| 1947 | 1.957     |                                                                           |

## Politik

### Gemeindegliederung
Moravský Beroun besteht aus den Ortsteilen Čabová (Brockersdorf), Moravský Beroun (Bärn), Nové Valteřice (Neu Waltersdorf), Ondrášov (Andersdorf) und Sedm Dvorů (Siebenhöfen), die zugleich auch Katastralbezirke bilden.

### Städtepartnerschaften
- Bieruń, Polen
- Gundelfingen, Deutschland
- Meung-sur-Loire, Frankreich
- Ostroh, Ukraine
- Scheibenberg, Deutschland

### Wappen
| Wappen von Moravský Beroun | Blasonierung: „In Blau auf grünem Schildfuß ein schreitender schwarzer Bär, oben begleitet von einem achtstrahligen goldenen Stern, beseitet vorne von einer schwarzen Zange und hinten von einem linksgewendeten schwarzen Hammer mit Stiel in natürlichen Farben.“ |
| Wappen von Moravský Beroun | Der Bär gibt den deutschen Ortsnamen Bärn wieder, Zange und Hammer stehen für Eisenverhüttung und Bergbau, der Stern für die Zugehörigkeit zur Herrschaft derer von Sternberg (Wappen: „In Blau ein achtstrahliger goldener Stern“).                                 |

## Söhne und Töchter der Stadt
- Michael Kirsten (1620–1678), Mathematiker, Arzt und Dichter
- Gustav Benischke (1867–1947), Physiker
- Ernst Späth (1886–1946), Chemiker
- Lothar Kunz (1892–1972), deutscher Politiker
- August Benischke (1938–2010), deutscher Brigadegeneral der Bundeswehr
- Lothar Hübl (* 1941), deutscher Wirtschaftswissenschaftler